# Paraemhab
Paraemhab  (P3 Rˁ m ḥ3b) war ein hoher altägyptischer Würdenträger des Neuen Reiches. Er lebte am Ende der 18. Dynastie unter König Haremhab (regierte etwa 1319 bis 1292 v. Chr.) und war Hoherpriester von Heliopolis. Er trug als Hoherpriester den Titel Großer der Schauenden im Haus des Re = Wer-mau-em-per-Re (Wr-m3w-m-pr-Rˁ). Er ist von seiner Stele bekannt, die wahrscheinlich aus Heliopolis stammt und im oberen Feld Haremhab opfernd vor Atum und Hathor-Nebethetepet zeigt. Neben seinem Priestertitel trug er auch militärische Titel, die andeuten, dass er zunächst eine militärische Laufbahn hinter sich hatte, bevor er in das Priesteramt befördert wurde. 